# Делиберативная демократия
Делиберати́вная (совеща́тельная) демокра́тия — модель демократии, при которой принятие политических решений, формулировка политической повестки и рассмотрение спорных вопросов основывается на делиберативном общественном мнении. Под делиберативным общественным мнением понимается мнение, формирующееся в рамках рациональной и аргументированной публичной дискуссии, направленной на достижение консенсуса.
В современной науке нет единого мнения относительно понимания сущности делиберативной демократии и её институциональных характеристик. Теоретики делиберативного подхода стремятся разработать систему, которая могла бы восполнить недостатки современной модели представительной демократии. Большинство исследователей говорят о наделении гражданского общества правом вести дискуссии о политических решениях и влиянием на представительную власть при условии обеспечения полной информированности и сознательности общественности.
Автором понятия «делиберативная демократия» считается политолог Джозеф Бессет, впервые употребивший этот термин в 1980 году в работе «Deliberative Democracy: The Majority Principle in Republican Government».

## Описание
Модель делиберативной демократии — одно из направлений в теории демократии, сформировавшееся в 80-е гг. XX в. Концептуальные основы модели были разработаны несколько раньше, в частности, в работах Джона Ролза и Юргена Хабермаса.
Возникновение делиберативной теории связано с кризисом представительной системы в XX в. В этом контексте, как отмечает исследователь Д. Хелд, «существует кандидат на статус ещё одной… модели (демократии): „совещательная демократия“». Термины «совещательная демократия» и «делиберативная демократия», а также «демократия участия» и «демократия обсуждений» следует считать синонимами в контексте демократической модели, основанной на обсуждении значимых политических решений в условиях рационально аргументированного публичного дискурса.
Делиберативная демократия направлена на решение следующих проблем:
- Недостатки представительной демократии, связанные с отчуждением политических элит от большинства граждан.
- Доминирование эмпирического подхода в современной теории демократии, при котором воля народа влияет лишь на выбор политической элиты.
- Пробелы политической коммуникации, в результате которых возможны ограничение доступа гражданского общества к информации и манипуляция данными со стороны политических элит[7].

## Авторы идеи

### Джон Ролз
По мнению ряда исследователей, работы Джона Ролза, такие как «Теория справедливости» и «Политический либерализм», стали основой формирования концептуальных основ делиберативной демократии. Исследователь предлагает идеализированную модель общественного договора о принципах совместной жизни на основе абсолютного равенства и автономии. Три базовых элемента делиберативной демократии, по мнению Ролза, — это конституционное законодательство как публичный разум, институты конституционной демократии и гражданская мобилизованность.

### Юрген Хабермас
Работы Ю. Хабермаса «Структурная трансформация публичной сферы», «Теория коммуникативного действия», «Фактичность и значимость», посвященные исследованию демократического проекта в эпоху незавершенного модерна, также заложили основы делиберативной демократии. С точки зрения исследователя, делиберативный подход следует воспринимать как конструктивную альтернативу теории общественного договора. В отличие от Ролза, Хабермас предлагает публичный диалог или дискурс, а не индивидуальную рефлексию в качестве основы формирования рационального общественного мнения. «Через гражданское общество в публичной сфере артикулируются дефициты, испытываемые в жизненном мире различными социальными группами, а соответствующее общественное мнение, в свою очередь, определяет установки потенциальных избирателей, которые пользуются конкуренцией между партиями и могут угрожать правительству лишением легитимации.»(Хабермас Ю.)

### Другие исследователи
Дальнейшее развитие идеи ученых получили в работах Дж. Коэна, А. Гутман, Дж. Драйзека, К. Оффе и других. Однако представления об оценке масштабов, перспективах и значении делиберативной демократии в настоящее время нельзя назвать окончательно сформировавшимися.

## Применение
Центр делиберативной демократии Стэнфордского университета (CDD) разработал собственную процедуру делиберативного опроса общественного мнения. Его директор, Джеймс Фишкин, — американский политолог, специалист в области делиберативной демократии. Он объединил практику изучения общественного мнения с концепцией делиберативной демократии. За время существования проекта было проведено более 100 опросов в 28 странах, среди которых Южная Корея, Бразилия, страны Европейского союза, а также Малави, Сенегал, Монголия и другие.

## Критика
Ряд исследователей подвергали сомнению жизнеспособность делиберативной демократии в реалиях политического дискурса. Среди работ, критиковавших делиберативный подход, можно выделить теорию агонистической демократии Шанталь Муфф. В статье «Делиберативная демократия или агонистический плюрализм?» Ш. Муфф говорит о невозможности достижения всеохватывающего рационального и объективного консенсуса в политической коммуникации. Исследователь рассматривает слабость рационалистической теории делиберативной демократии с точки зрения её противоречия нормативному конструированию политического пространства (преобладание коллективной идентичности над индивидуальным мышлением) и особенностей поведения участников политической коммуникации (эмоциональная насыщенность политического дискурса и влияние эмоционально-риторических приемов). Муфф предлагает модель агонистической демократии в качестве альтернативы делиберативной модели. Такой подход предполагает трансформацию существующего антагонизма в агонизм, заключающийся в переводе столкновений противоборствующих политических сил в форму дебатов — открытых обсуждений между общностями людей.
Существует так называемое «второе поколение» исследователей делиберативной демократии, — Дж. Мансбридж, Райс, Стайнер, А. Фан, А. Янг. Исследователи проблем делиберативной демократии допускают использование некоторых черт агонического плюрализма на начальных стадиях делиберации.
Сам Ролз не считал себя активным сторонником делиберативной модели, аргументируя это комплементарным характером концепции. По мнению исследователя, процедура делиберации является частью либеральной политики, а потому углубленное понимание либеральной демократии подразумевает, что она делиберативна.